# Roman Tam
Roman Tam, conocido por su nombre artístico como Lo Man (羅 文), apodo Ley Kee (蘿 記), (12 de febrero de 1945 † 18 de octubre de 2002 en Guangzhou, China) fue un reconocido cantante Cantopop de Hong Kong. Era considerado como el "Padrino del Cantopop".

## Carrera
Tam fue visto como un icono cultural de las comunidades chinas de todo el mundo (incluyendo Taiwán, Hong Kong , Singapur y más adelante China continental ). Tenía una serie de éxitos en una carrera que abarcaba 30 años. Era muy respetado por sus habilidades en el canto, por sus perspectivas positivas y su insistencia en la pronunciación correcta . También fue pionero por ser el primer cantante de Hong Kong para posar en la fricción.
Nacido en Guangzhou , China, con raíces familiares en Guiping, Guangxi, que más adelante emigró a Hong Kong en 1962 a la edad de 12 años. Después de formar parte de una banda de corta vida llamado Roman and the Four Steps, se convirtió en un cantante de contrato por Television Broadcasts Limited. Él cambió brevemente por Asia Television Ltd a principios de 1990.
Durante la década de los 90, aceptó a muchos cantantes en ciernes como sus alumnos. Algunos de los cuales que se hizo famoso como Joey Yung y Ekin Cheng. Había cantado muchas canciones conocidas para varias series de televisión.

## Vida personal y su muerte
Roman Tam nunca se casó. Falleció en Hong Kong en el Hospital Queen Mary, de cáncer de hígado. El título de "Padrino del Cantopop" fue confirmado en su obituario.

## Colaboraciones
Cuenta la cantante Jenny Tseng, como su amigo más querido y mejor socio.  Grabaron una serie de temas musicales a dúos con para un drama de televisión  "Legend of Condor Heroes". Jenny Tseng, todavía rinde homenaje a Roman Tam durante sus conciertos. 